# Cité de la musique

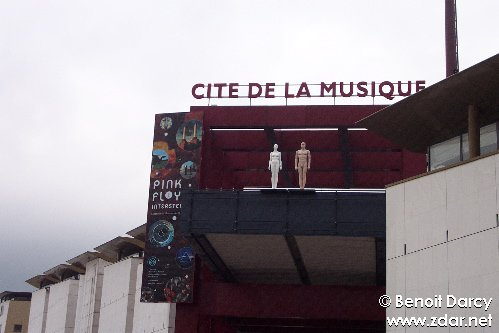
Esibizione dei Pink Floyd al Musée de la musique nel 2003

La Cité de la musique è un ente pubblico francese, sotto la tutela del Ministero francese della cultura e della comunicazione, che raggruppa un insieme di luoghi e servizi dedicati alla musica. Esso ha sede sulla piazza della fontana dei due leoni presso la porte de Pantin, nel quartiere di Pont-de-Flandre, nel XIX arrondissement di Parigi, all'estremità sud-est del Parco della Villette. Progettata dall'architetto Christian de Portzamparc, è stata inaugurata il 7 dicembre 1995. È vicino alla stazione del Metro Porte de Pantin.
La Cité comprende:
- un anfiteatro da 250 posti;
- una sala per concerti modulare che può accogliere da 900 a 1600 spettatori;
- il Musée de la musique, contenente un'importante collezione di strumenti di musica classica prevalentemente datati tra il XV e il XX secolo;
- alcune esposizioni;
- laboratori;
- spazi di documentazione molto importanti.

La Cité de la musique gestisce direttamente la Salle Pleyel  tramite un collaboratore della sua filiale  Cité-Pleyel ed è integrata alla Philharmonie de Paris, la cui grande sala da concerto, progettata da Jean Nouvel, è stata inaugurata il 14 gennaio 2015. 

## Programmazione
La Cité de la musique valorizza tutti i tipi di musica : musica classica (Salle Pleyel in particolare), jazz, rap, soul, funk, pop-rock, World music o ancora musica elettronica. Tutti questi tipi di musica sono compresi nella programmazione annuale, al di là dei vari festival (Jazz à la Villette e Festival Days Off).
Ogni stagione ha un oggetto proprio, talvolta vicina alle preoccupazioni attuali e legata alle riflessioni secolari della società («Un monde, des mondes» nel 2009-2010, «Les utopies» nel 2010-2011, «Corps et âmes» nel 2011-2012).
Fra gli artisti che hanno segnato la storia della Cité de la musique si possono citare Alain Bashung, il gruppo Sonic Youth, invitato a più riprese, formazioni di musica barocca o il compositore contemporaneo Pierre Boulez.
L'Ensemble intercontemporain ha sede presso la Cité de la musique.

## Registrazioni e diffusione dei concerti
La mediateca propone numerosi archivi sonori e riprese video di concerti, che hanno avuto luogo presso la Cité de la musique. Dal 2008 la Cité de la musique ha intrapreso una politica di registrazioni video dei concerti. A partire dal 2010 un sito internet  rende accessibili 100 ore di concerti registrati e consente la diffusione di una sessantina di concerti annuali.

## Attività musicali pedagogiche e pratiche
La Cité de la musique propone un'ampia scelta formativa, con cicli d'iniziazione destinati a un pubblico sia di giovani che di anziani.
Essa è membro del RESEO (Réseau européen pour la sensibilisation à l'opéra et à la danse).